# Cyathura eremophila
Cyathura eremophila är en kräftdjursart som beskrevs av Théodore Monod 1925. Cyathura eremophila ingår i släktet Cyathura och familjen Anthuridae. Inga underarter finns listade i Catalogue of Life.